# 苗栗縣政府教育處
苗栗縣政府教育處，是中華民國苗栗縣政府所屬的一級行政機關，總處位於苗栗市縣府路100號，也是苗栗縣教育的管理行政機關。

## 組織架構

### 行政單位
- 督學室
- 特殊教育科
- 學務管理科
- 國民教育科
- 社會教育科
- 學前教育科
- 體育保健科
- 圖書資訊科
  - 苗栗縣立圖書館
- 資訊教育中心
- 國教輔導團
- 家庭教育中心
- 教師研習中心

## 外部連結
- 苗栗縣政府教育處 （页面存档备份，存于）（中文）
- 苗栗縣政府教育處的Facebook專頁（中文）